# سیارک ۱۵۶۱۴
سیارک ۱۵۶۱۴ (به انگلیسی: 15614 Pillinger، نامگذاری:2000GA143) پانزده هزار و ششصد و چهاردهمین سیارک کشف شده‌است که در ۷ آوریل ۲۰۰۰ کشف شد.
قدر مطلق سیارک برابر ۳۰.۹ است.